# 中藤
中藤（なかとう）は東京都武蔵村山市の町名。現行行政地名は中藤一丁目から中藤五丁目。郵便番号は208-0001。

## 地理
中藤は武蔵村山市の北東部に位置する。北は東大和市多摩湖、東は東大和市芋窪、西は中央、南は中央、神明、に隣接する。青梅街道を中心に、古くからの民家が立ち並んでいる。また、地内北部は狭山丘陵となっている。名産の綿織物である村山大島紬の生産地として知られる。

## 歴史

### 地名の由来
1889年まで存続した北多摩郡中藤村による。中藤の由来は武蔵七党のひとつ村山党に属する「中の党」が居住していたことや「中通り」が転訛したことなど諸説ある。

## 世帯数と人口
2018年（平成30年）1月1日現在の世帯数と人口は以下の通りである。
| 丁目       | 世帯数  | 人口    |
| ---------- | ------- | ------- |
| 中藤一丁目 | 237世帯 | 593人   |
| 中藤二丁目 | 55世帯  | 134人   |
| 中藤三丁目 | 185世帯 | 462人   |
| 中藤四丁目 | 277世帯 | 691人   |
| 中藤五丁目 | 229世帯 | 588人   |
| 計         | 983世帯 | 2,468人 |

## 小・中学校の学区
市立小・中学校に通う場合、学区は以下の通りとなる
| 丁目       | 番地                                       | 小学校                 | 中学校                 |
| ---------- | ------------------------------------------ | ---------------------- | ---------------------- |
| 中藤一丁目 | 7〜11番地 15〜16番地 51〜52番地 57〜58番地 | 武蔵村山市立第三小学校 | 武蔵村山市立第三中学校 |
| 中藤一丁目 | その他                                     | 武蔵村山市立第三小学校 | 武蔵村山市立第一中学校 |
| 中藤二丁目 | 全域                                       | 武蔵村山市立第三小学校 | 武蔵村山市立第一中学校 |
| 中藤三丁目 | 1〜14番地 25番地 27〜53番地                | 武蔵村山市立第三小学校 | 武蔵村山市立第一中学校 |
| 中藤三丁目 | その他                                     | 武蔵村山市立第三小学校 | 武蔵村山市立第三中学校 |
| 中藤四丁目 | 全域                                       | 武蔵村山市立第三小学校 | 武蔵村山市立第三中学校 |
| 中藤五丁目 | 全域                                       | 武蔵村山市立第三小学校 | 武蔵村山市立第三中学校 |

## 交通

### 道路
- 東京都道5号新宿青梅線（青梅街道）

## 施設
- 武蔵村山市立第三小学校
- あゆみ保育園
- 中藤地区図書館
- 村山中央病院
- 眞福寺 - 真言宗豊山派の寺院。山号は龍華山。和銅3年（710年）、行基の創建による。現在の本堂は安永7年（1778年）の建立。狭山三十三観音霊場第20番札所。
- 八坂神社
- 熊野神社
- 入り天満宮
- 観音寺森緑地 - 中央と跨る整備された緑地。